# Казе Витали (Ферара)
Казе Витали (итал. Case Vitali) је насеље у Италији у округу Ферара, региону Емилија-Ромања.
Према процени из 2011. у насељу је живело 11 становника. Насеље се налази на надморској висини од 11 м.